# Laurent Lagrand
Laurent Lagrand (24 novembre 1974) è un ex calciatore francese martinicano, di ruolo difensore.

## Carriera

### Club
Ha militato nell'Aiglon du Lamentin fino al 2002. Nel 2002 è passato al Club Franciscain. Nel 2006 si è trasferito al Samaritaine. Nel 2010 è stato acquistato dal Bélimois, con cui ha concluso la propria carriera nel 2011.

### Nazionale
Ha debuttato in Nazionale il 15 maggio 2001, in Giamaica-Martinica (1-0). Ha partecipato, con la Nazionale, alla CONCACAF Gold Cup 2002 e alla CONCACAF Gold Cup 2003. Ha collezionato in totale, con la maglia della Nazionale, 10 presenze.

## Palmarès

### Club

#### Competizioni nazionali
- Campionato martinicano di calcio: 4

Club Franciscain: 2002-2003, 2003-2004, 2004-2005, 2005-2006
- Coppa della Martinica: 3

Club Franciscain: 2002-2003, 2003-2004, 2004-2005